# Strigocuscus sangirensis
Strigocuscus sangirensis is een zoogdier uit de familie van de koeskoezen (Phalangeridae). De wetenschappelijke naam van de soort werd voor het eerst geldig gepubliceerd door Adolf Bernhard Meyer in 1896.

## Taxonomie
De soort werd lang als ondersoort van de kleine Celebeskoeskoes (Strigocuscus celebensis) gezien, maar werd in 2015 als aparte soort beschouwd.

## Voorkomen
De soort komt voor op de eilanden Siau en Sangihe Besar, in de Sangihe-eilanden.